# The Recovery Tour
The Recovery Tour fue una gira de conciertos llevados a cabo por el rapero estadounidense Eminem, para promocionar el álbum homónimo Recovery como también su álbum de 2009 Relapse. 

## Actos de apertura
- Lil Wayne (Australia)
- Slaughterhouse (Asia) & (Europa) - Dublin & Paris
- Kendrick Lamar (Europa) - Glasgow & Paris
- Yelawolf (Europa) - Dublin & Glasgow
- Odd Future (Europa) - Dublin, Glasgow & Paris
- Plan B (Europa) - Dublin
- Chance The Rapper (Europa) - Dublin, Glasgow & Paris

## Fechas de la gira
| Fecha                    | Ciudad              | País              | Lugar                           |
| Europa                   | Europa              | Europa            | Europa                          |
| ------------------------ | ------------------- | ----------------- | ------------------------------- |
| 9 de julio de 2010       | Frauenfeld          | Suiza             | Open Air Festival               |
| 10 de julio de 2010      | Balado              | Escocia           | T in the Park                   |
| 11 de julio de 2010      | County Kildare      | Irlanda           | Oxegen Festival                 |
| Norteamérica             |                     |                   |                                 |
| 25 de septiembre de 2010 | Fontana, California | Estados Unidos    | Epicenter Festival              |
| Sudamérica               |                     |                   |                                 |
| 5 de noviembre de 2010   | São Paulo           | Brasil            | F1 Rocks                        |
| Norteamérica Leg #2      |                     |                   |                                 |
| 11 de junio de 2011      | Manchester          | Estados Unidos    | Bonnaroo Music Festival         |
| 29 de julio de 2011      | Montreal            | Canadá            | Osheaga Music and Arts Festival |
| 5 de agosto de 2011      | Kansas City         | Estados Unidos    | Kanrocksas Music Festival       |
| 6 de agosto de 2011      | Chicago             | Estados Unidos    | Lollapalooza                    |
| Europa Leg #2            |                     |                   |                                 |
| 19 de agosto de 2011     | Hasselt             | Bélgica           | Pukkelpop Festival              |
| 20 de agosto de 2011     | Staffordshire       | Inglaterra        | V Festival                      |
| 21 de agosto de 2011     | Chelmsford          | Inglaterra        | V Festival                      |
| 24 de agosto de 2011     | Bangor              | Irlanda del Norte | Tennents ViTal                  |
| Australia                |                     |                   |                                 |
| 1 de diciembre de 2011   | Melbourne           | Australia         | Etihad Stadium                  |
| 2 de diciembre de 2011   | Sídney              | Australia         | Sídney Football Stadium         |
| 4 de diciembre de 2011   | Sídney              | Australia         | Sídney Football Stadium         |
| Asia                     |                     |                   |                                 |
| 16 de agosto de 2012     | Osaka               | Japón             | Maishima Sports Island          |
| 17 de agosto de 2012     | Tokio               | Japón             | QVC Marine Field                |
| 19 de agosto de 2012     | Seúl                | Corea del Sur     | Jamsil Olympic Stadium          |

| Fecha                | Ciudad        | País          | Lugar              |
| Europa Leg #3        | Europa Leg #3 | Europa Leg #3 | Europa Leg #3      |
| -------------------- | ------------- | ------------- | ------------------ |
| 15 de agosto de 2013 | Hasselt       | Bélgica       | Pukkelpop Festival |
| 17 de agosto de 2013 | Dublín        | Irlanda       | Slane Castle       |
| 20 de agosto de 2013 | Glasgow       | Escocia       | Bellahouston Park  |
| 22 de agosto de 2013 | París         | Francia       | Stade de France    |
| 24 de agosto de 2013 | Reading       | Inglaterra    | Reading Festival   |
| 25 de agosto de 2013 | Leeds         | Inglaterra    | Leeds Festival     |

## Lista de temas
1. "Won't Back Down"
2. "3 a.m."
3. "Square Dance"
4. "W.T.P."
5. "Kill You"
6. "No Love"
7. "So Bad"
8. "Cleanin' Out My Closet"
9. "The Way I Am
10. "When the Music Stops" (with D12)
11. "Under the Influence" (with D12)
12. "Fight Music" (with D12)
13. "Purple Pills" (with D12)
14. "My Band" (with D12)
15. "Fast Lane"
16. "Lighters"
17. "Airplanes, Part II"
18. "Stan"
19. "Sing for the Moment"
20. "Like Toy Soldiers"
21. "Forever"
22. "Space Bound"
23. "'Till I Collapse"
24. "Cinderella Man"
25. "Superman"
26. "Beautiful
27. "Love the Way You Lie"
28. "I Need a Doctor"
29. "Crack a Bottle"
30. "My Name Is" / "The Real Slim Shady" / "Without Me" (Medley)
31. "Not Afraid"
32. "Lose Yourself"